# 朗德格羅夫鎮區 (密蘇里州梅肯縣)
朗德格羅夫鎮區（英語：Round Grove Township）是位於美國密蘇里州梅肯縣的一個行政鎮區。

## 地方資料
朗德格羅夫鎮區的面積為92.82平方千米，當中陸地面積為92.60平方千米，而水域面積為0.22平方千米。根據2020年美國人口普查的數據，當地共有人口380人，而人口密度為每平方千米4.09人。